# Grabenbrücke (Hasle)
Die Grabenbrücke ist eine gedeckte Holzbrücke über die Kleine Emme im Schweizer Kanton Luzern. Die Brücke liegt im Entlebuch auf dem Gebiet der Gemeinde Hasle.

## Konstruktion
Die doppelte Hängewerk-Holzbrücke wurde um 1782 gebaut. Das mächtige Walmdach ist mit Schindeln gedeckt. Teilrevisionen erfolgten 1917, 1954 und 1962. Im Jahr 1976 mussten das Schindeldach und die Widerlager erneuert werden. Im Jahr 2022 wurde die Brücke grundlegend saniert, die Brückenstatik wiederhergestellt, und das Dach erneuert, dazu waren rund 35'000 Schindeln nötig.

## Nutzung
Die einspurige Strassenbrücke dient heute vor allem Fussgängern. Es besteht ein allgemeines Fahrverbot mit einer Gewichtsbeschränkung von 0,5 t. Der Emmenuferweg führt über die Brücke.

## Erhaltenswertes Objekt
Als eine der ältesten noch im Original erhaltenen Holzbrücken im Entlebuch steht sie unter Denkmalschutz. Die Brücke ist im Bauinventar des Kantons Luzern als erhaltenswertes Objekt aufgeführt.